# 앙헬로 엔리케스
앙헬로 호세 엔리케스 이투라(스페인어: Ángelo José Henríquez Iturra, 1994년 4월 13일 ~ )은 칠레의 축구 선수로, 현재 미에즈 레그니차에서 뛰고 있다.

## 수상 경력

### 클럽

#### 우니베르시다드 데 칠레
- 칠레 프리메라 디비시온: 2012 전기